# Le Trévoux
Le Trévoux település Franciaországban, Finistère megyében. Lakosainak száma 1611 fő (2022. január 1.). Le Trévoux Bannalec, Mellac és Riec-sur-Bélon községekkel határos.

## Népesség
A település népességének változása:
| Lakosok száma | 1023 | 925  | 983  | 1368 | 1558 | 1609 | 1606 | 1597 | 1608 | 1611 |
|               | 1968 | 1982 | 1990 | 2006 | 2013 | 2015 | 2017 | 2019 | 2020 | 2022 |